# Za!
Za! és un grup de Barcelona format per Spazzfrica Ehd i Papa Dupau, dos músics i més de dos instruments (bateria, guitarra, teclat, trompeta, kalimba, sampler…).
L'any 2015 el seu treball Loloismo va obtenir el Premi Ciutat de Barcelona de música "per la presentació que en van fer a la Fabra i Coats, per la tasca continuada en matèria pedagògica i de divulgació i per l'esperit obert i de col·laboració amb altres disciplines artístiques".

## Discografia[3]
- Eki Eki Eki Kazaam! (2006), Práctico Records
- Macumba o Muerte (2009), Acuarela / Gandula[4][5]
- Chez Alphonse #1 7" Split amb Nisei (2011), Gandula / Bcore
- Megaflow (2011), Acuarela / Gandula / Discorporate Records[6][7][8]
- Wanananai (2013), Gandula[9]/ Discorporate Records[10]
- Loloismo (2015), Gandula
- Jose's Ministry of Sound (2015), Discos Mascarpone
- Pachinko Plex (2018), Gandula